# Nash Carter
Zachary Green (Lima, Ohio; 29 de abril de 1994) es un luchador profesional. Actualmente está firmado con Total Nonstop Action Wrestling (TNA) bajo el nombre de Zachary Wentz. Es conocido por haber competido en la WWE donde fue miembro de la marca NXT 2.0 bajo el nombre en el ring de Nash Carter, donde fue una mitad de los Campeón de Parejas de NXT con Wes Lee.
Es conocido por su tiempo en Impact Wrestling bajo el nombre en el ring Zachary Wentz (o simplemente Wentz). Es también conocido como miembro de The Rascalz con Dezmond Xavier (Wes Lee en WWE) y Trey Miguel. También actuó en promociones independientes, principalmente para Pro Wrestling Guerrilla (PWG), donde fue Campeón Mundial en Parejas de PWG junto a Xavier.

## Carrera de lucha libre profesional

### Impact Wrestling (2018-2020)

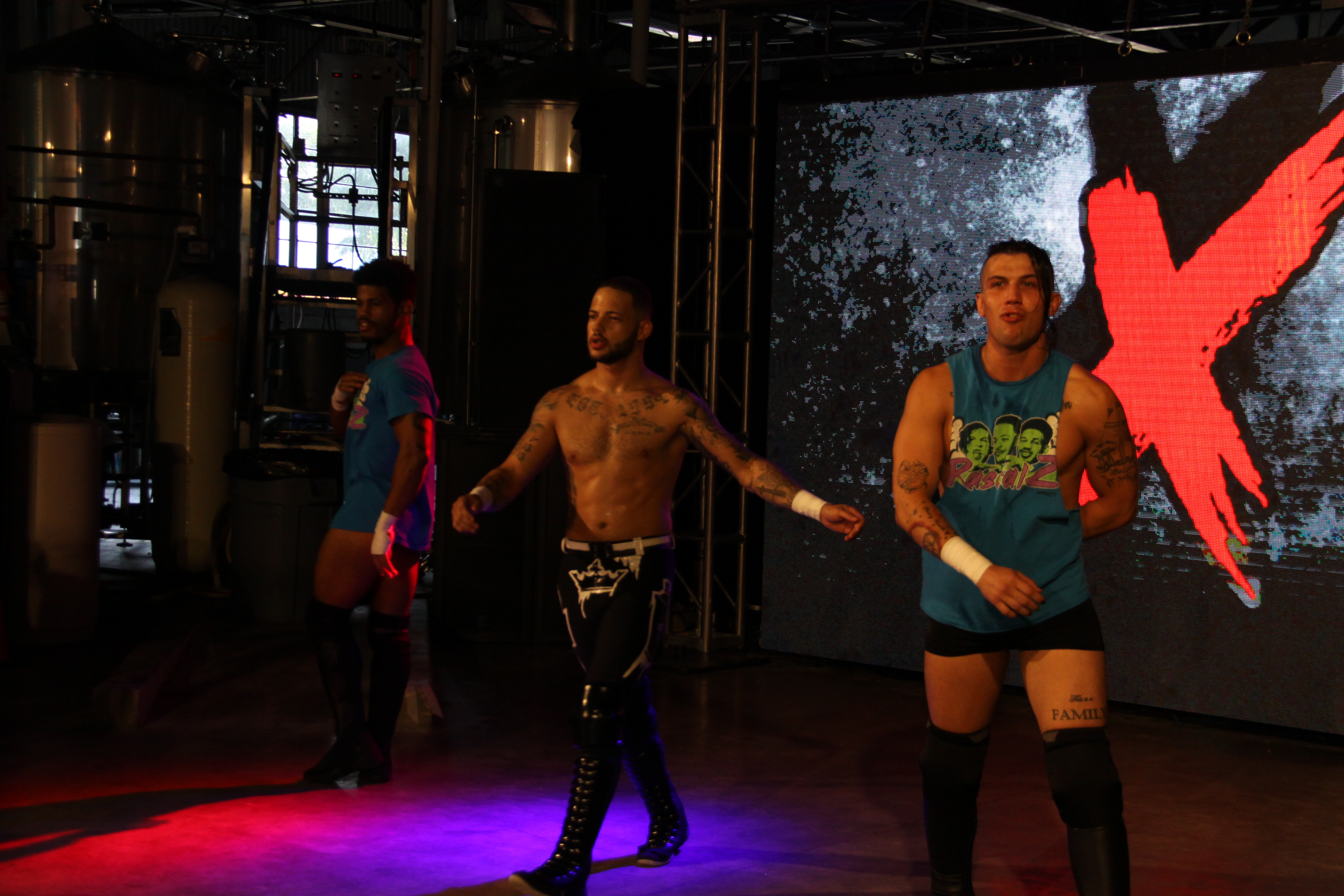
Dez (izquierda), Trey (centro) y Wentz (derecha) como The Rascalz en julio de 2019.

A fines de 2018, Wentz apareció en Impact Wrestling aliándose con Dezmond Xavier y Trey Miguel, formando un stable face bajo el nombre de The Rascalz. Se emitió una viñeta promocionando el debut de The Rascalz en el episodio del 15 de noviembre de Impact!. Xavier hizo su primera aparición en Impact haciendo equipo con Xavier en el episodio del 29 de noviembre de Impact!, donde derrotaron al equipo de Chris Bey y Mike Sydal. El trío tuvo varias viñetas en las que se sentaban en círculo mientras humo los rodeaba, similar a un segmento popular de la serie de televisión That '70s Show. Después de meses de competir en la división de parejas en el otoño de 2018 y principios de 2019, el trío hizo su debut en PPV en Rebellion en abril, donde perdieron ante Moose y The North. Fue en esta época que Zachary Wentz acortó su nombre en el ring a simplemente Wentz, mientras que Xavier y Trey Miguel acortaron sus nombres en el ring a Dez y Trey respectivamente. En Slammiversary XVII, Dez y Wentz desafiaron sin éxito a The North por el Campeonato Mundial en Parejas de Impact en un combate que también involucró a The Latin American Xchange (Santana & Ortiz). Dez y Trey desafiarían sin éxito a The North por el Campeonato Mundial en Parejas en el episodio del 2 de agosto de Impact!.
El 11 de noviembre de 2020, se informó que The Rascalz pronto dejaría Impact y habían atraído el interés de WWE y All Elite Wrestling. Durante las grabaciones del 17 de noviembre, The Rascalz recibió una despedida del vestuario de Impact. Trey confirmó al día siguiente que él, Dez y Wentz habían terminado su contrato con Impact Wrestling. 

### WWE (2020-2022)
El 2 de diciembre de 2020, Green firmó un contrato con WWE y fue asignado al WWE Performance Center. En el episodio del 13 de enero de 2021 de NXT, Wentz, ahora con el nombre en el ring Nash Carter, y su compañero de equipo Dezmond Xavier, ahora con el nombre en el ring Wes Lee, debutaron con el nuevo nombre de equipo MSK. Debutarían en el torneo Dusty Rhodes Tag Team Classic masculino, que eventualmente ganarían. En NXT TakeOver: Stand & Deliver, MSK derrotó a Grizzled Young Veterans y Legado Del Fantasma en una lucha por equipos para ganar el vacante Campeonato en Parejas de NXT.
El 6 de abril de 2022, Carter fue liberado de su contrato con la empresa.

### Regreso al circuito independiente (2022-presente)
El 9 de junio, se anunció que Rascalz se reformaría con Miguel, Wentz y Reed, enfrentando al equipo de Blake Christian, Nick Wayne y Fuego Del Sol en Warrior Wrestling 24 el 26 de junio solo para ser reemplazado por Dante Leon.

### Regreso a Impact Wrestling (2023-presente)
En el episodio del 29 de junio de 2023 de Impact!, Wentz hizo su regreso a Impact Wrestling, atacando a Chris Sabin durante su combate con Trey Miguel y reuniendo a The Rascalz como heels en el proceso.

## Vida personal

### Problemas con Kimber Lee y posterior despido en WWE
Green ha estado en una relación con la también luchadora Kimber Lee desde 2018. La pareja se comprometió en agosto de 2019 y se casó al año siguiente, en mayo de 2020. Pero en 2022, la pareja decidió separarse luego de que ella acusara a Green de violencia doméstica. Y tras haber ganado los Campeonatos en Parejas de NXT por segunda vez, Lee publicó una foto que mostraba a Green realizando un saludo nazi con un bigote similar al de Adolf Hitler. A raíz de esto, Green fue despedido inmediatamente de WWE, y los Campeonatos en Parejas de NXT fueron declarados nuevamente vacantes. Como resultado, MSK fue disuelto dejando a Wes Lee en solitario y su personaje en el videojuego WWE 2K22 fue eliminado del DLC: Stand Back Pack.
Desde inicios de febrero de 2023, Kelly mantiene una relación con la luchadora profesional Gigi Dolin. El 31 de octubre del año en mención, anunciaron su compromiso matrimonial.

## Campeonatos y logros
- All American Wrestling
  - AAW Tag Team Championship (1 vez) - con Dezmond Xavier[17]

- Combat Zone Wrestling
  - CZW World Tag Team Championship (2 veces) - con Dezmond Xavier[18]
  - CZW Wired Television Championship (1 vez)

- Impact Wrestling
  - Impact World Tag Team Championship (1 vez) - con Trey

- Pro Wrestling Guerrilla
  - PWG World Tag Team Championship (1 vez) - con Dezmond Xavier

- Pro Wrestling Illustrated
  - Situado No. 389 de los 500 mejores luchadores individuales en el PWI 500 en 2019[19]

- Pro Wrestling Revolver
  - PWR Tag Team Championship (1 vez) - con Dezmond Xavier[20]

- WWE
  - NXT Tag Team Championship (2 veces) - con Wes Lee[21]
  - Men's Dusty Rhodes Tag Team Classic (2021) - con Wes Lee[22]

- Xtreme Intense Championship Wrestling
  - XICW Tag Team Championship (1 vez) - con Aaron Williams, Dave Crist, Kyle Maverick, Trey Miguel, and Dezmond Xavier[23]